# Sierpniowe niebo. 63 dni chwały
Sierpniowe niebo. 63 dni chwały – polski film fabularny z gatunku dramat wojenny w reżyserii Ireneusza Dobrowolskiego. Premiera odbyła się 13 września 2013 r.

## Fabuła
Akcja filmu zaczyna się w czasach współczesnych, gdy robotnicy podczas prac budowlanych odnajdują w ruinach kamienicy, pamiętnik i ludzkie szczątki z czasów powstania warszawskiego. Staje się to pretekstem do opowiedzenia historii opisanej w pamiętniku, przez profesora Szapiro – jednego z ludzi ukrywających się w piwnicy, który opisał pierwsze dni powstania. W filmie wykorzystano nieznane do tej pory materiały filmowe nakręcone w trakcie walk powstańczych.

## Obsada aktorska
- Krzysztof Kolberger – profesor Szapiro
- Anna Nehrebecka – matka Basi
- Anna Romantowska – pani Robaczewska
- Jerzy Nowak – Leonard
- Łukasz Konopka – Milski
- Stanisław Brejdygant – Aleksander Rudzki
- Justyna Sieńczyłło – Tola
- Aleksander Mikołajczak – 2 role: Podsiolak, inwestor
- Emilian Kamiński – dyrektor
- Kaja Grabowska – Basia
- Michał Sękiewicz – Staś
- Maciej Bilka „Bilon” – on sam
- Dariusz Biskupski – dowódca SS
- Robert Darkowski „Wilku” – on sam
- Ireneusz Dobrowolski – polityk
- Paulina Domachowska – synowa Podsiolaka
- Grażyna Dyląg – pani Milska
- Natalia Grabowska – sprzedawczyni
- Elias Haase – Johan
- Talgat Jaissaneayev – ronowiec
- Cyprian Kamiński – Józio
- Jakub Kotyński – syn Podsiolaka
- Stanisław Koźlik – Staszek
- Grzegorz Mazur – mecenas
- Bartosz Mazurek – SS-man
- Rafał Mazurek – drań
- Jarosław Modrzejewski – prezes
- Maryla Musidłowska – Podsiolakowa
- Zbigniew Modej – ronowiec
- Izabela Orłowska – Joanna
- Mirosław Pisarek – snajper
- Jerzy Prokopiuk – antykwariusz
- Piotr Rafałko – dowódca oddziału
- Anna Smołowik – głos z podwórka
- Aleksandra Stembnowska – „Wrzos”
- Andrzej Szynkiewicz – ronowiec
- Witold Wieliński – koparkowy
- Jerzy Wroński „Juras” – on sam
- Grzegorz Wojdon – dowódca
- Stanisław Zatłoka – pan Gienio
- Zofia Zborowska – „Sarna”
- Robert Komar – gestapowiec
- Hubert Matuszewski – gestapowiec